# ICUBE-Q
ICUBE-Q ou ICUBE-QAMAR (em urdu:  آئی کیوب-قمر) é um nanossatélite de observação de sensoriamento remoto lunar paquistanês e é uma das quatro cargas internacionais da missão de retorno de amostra lunar Chang'e 6. O satélite é uma parceria entre o Instituto de Tecnologia Espacial (IST), a Comissão de Pesquisa Espacial e da Atmosfera Superior (SUPARCO) e o Centro de Tecnologia de Satélite Inteligente da Universidade Jiao Tong de Xangai (SJTU), no âmbito da Organização de Cooperação Espacial Ásia-Pacífico (APSCO). É a primeira missão espacial do Paquistão.

## Visão geral
Em 2019, a Administração Espacial Nacional da China (CNSA) anunciou oportunidades de envio de cargas úteis em sua próxima missão lunar de retorno de amostra de Chang'e 6, a agência espacial disponibilizou um espaço de cargas úteis com peso inferior a 10kg em sua espaçonave em órbita. A CNSA anunciou em 2022 que transportará instrumentos científicos da França, Itália e Suécia no módulo de pouso da missão Chang'e-6, juntamente com uma carga útil paquistanesa no orbitador. O Instituto de Tecnologia Espacial (IST) do Paquistão respondeu ao chamado com uma proposta para um CubeSat  lunar denominado "ICUBE-Qamar" (ICUBE-Q) que foi selecionado após uma avaliação rigorosa. O design e desenvolvimento do ICUBE-Q foi um esforço colaborativo entre o Instituto de Tecnologia Espacial (IST), a agência espacial nacional do Paquistão, SUPARCO, e a Universidade Jiao Tong da China (SJTU). O IST vem desenvolvendo vários CubeSat da mesma série em que o iCube-1 que foi lançado com sucesso em 2013.
A Escola de Aeronáutica e Astronáutica da Universidade Jiao Tong de Xangai desenvolveu o satélite em seu Centro de Tecnologia de Satélites Inteligentes. O satélite denominado por eles como "SJTU Siyuan 2" teve que integrar múltiplas funções dentro de espaço e massa limitados, incluindo fornecimento de energia, sistemas de comunicação e equipamentos de experimentos científicos. Para superar as perturbações gravitacionais, as fortes exposições à radiação, as flutuações de temperatura e a ameaça da poeira lunar, a nave espacial foi reforçada com tecnologia de fusão multi-sensor, blindagem com múltiplas camadas e tecnologia avançada de controle térmico para garantir o seu funcionamento estável. A SJTU já havia lançado seu primeiro satélite estudantil APSCO-SSS-2A (SJTU Siyuan 1) em colaboração com o IST em outubro de 2021.

## Descrição

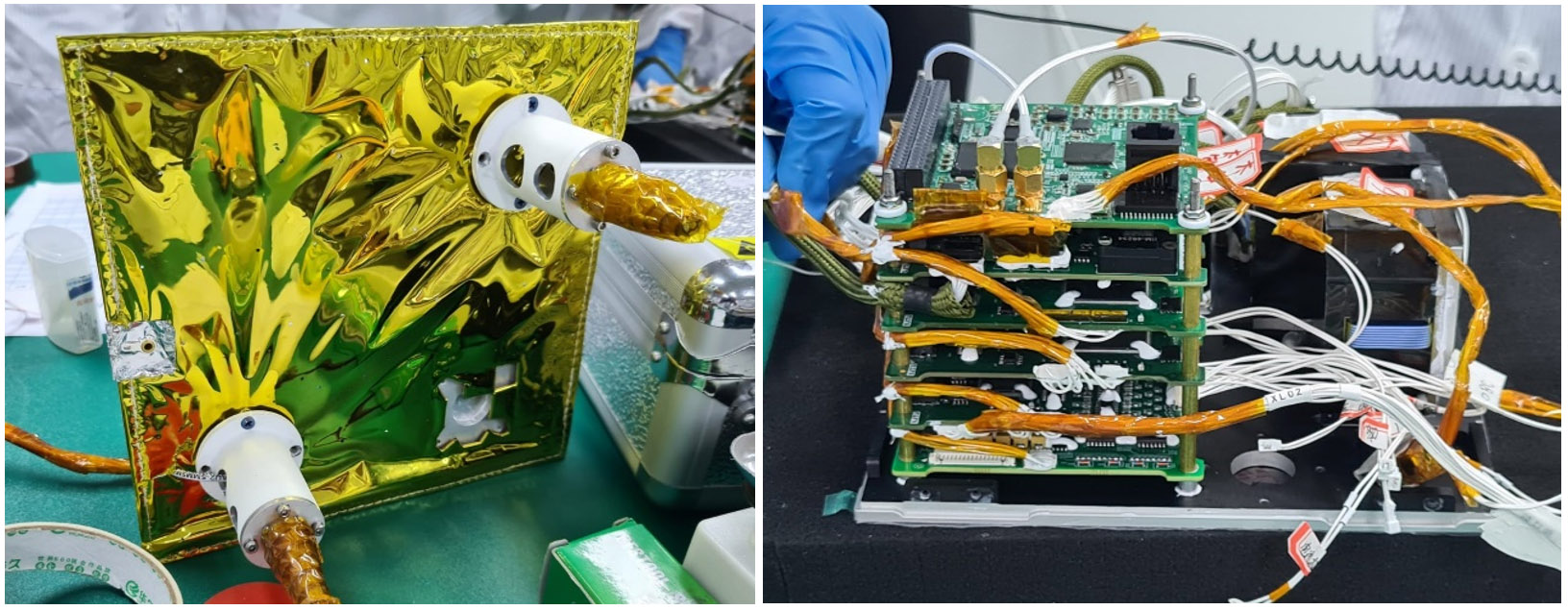
Antenas e Subsistemas

O projeto geral consiste em três partes principais: o próprio satélite, o mecanismo de separação (que inclui a caixa de controle de energia) e o suporte de montagem. O algoritmo de diagnóstico de falhas em órbita permite que o satélite detecte e diagnostique automaticamente possíveis falhas do sistema. A espaçonave também possui estratégia inteligente de agendamento de tarefas.
- Vida útil : 3 meses (planejado).
- Massa: O satélite inteiro pesa apenas 6,5 quilogramas (14 lb) e o peso total de carga atinge 9,0 quilogramas (20 lb).[1]
- Comunicação: Banda X para TT&C e transferência de dados de imagem a uma taxa de dados de 1 kbit/s.
- Energia: Bateria de 12V e 11,6Ah (139,2 watts) com dois painéis solares.
- Controle de attitude : Controle de três eixos usando rodas de reação, sensor estelar e sensores solares .
- Controle de temperatura: Sistemas de gerenciamento térmico.
- Carga útil: 2 câmeras de luz visível com resolução de um mega pixel (1280 × 720) montadas em painéis opostos.
- Material de construção: liga especial de magnésio e fibra de carbono alveolar .[1][18]

## Resumo da missão
O ICUBE-Q foi integrado ao orbitador Chang'e 6 após testes de qualificação bem-sucedidos na SUPARCO e SJTU. Em 3 de maio de 2024, o satélite foi lançado no foguete Long March 5 do centro de lançamento espacial de Wenchang .
O satélite foi liberado na orbital lunar Chang'e 6 às 08:14 UTC (13:14 PKT) em 8 de maio de 2024 e foi submetido a testes nos primeiros dias.
Os objetivos da missão incluem obter de imagens detalhadas da superfície lunar e a condução de processamento inteligente de imagens em órbita, coletar dados do campo magnético lunar, realizar um modelo de campo magnético lunar e testar novas tecnologias, como comunicações entre a Terra e a Lua usando nanossatélites e exploração espacial a baixo custo.
O satélite transmitiu à Terra as suas primeiras imagens em 11 de maio de 2024, captadas a uma distância de 200 quilômetros da Lua.